# Гацуц, Митрофан Петрович
Митрофа́н Петро́вич Гацу́ц (1905 год, село Митрофановка, Воронежская губерния — 22 декабря 1980 год, Первомайск, Николаевская область, Украинская ССР) — советский государственный и партийный деятель, первый секретарь Кривоозёрского райкома Компартии Украины, Николаевская область. Герой Социалистического Труда (1958).

## Биография
Родился в 1905 года в крестьянской семье в селе Митрофановка Воронежской губернии. Трудовую деятельность начал подростком. В 1931 году вступил в ВКП(Б) и в этом же году окончил партийную школу. Работал инспектором и заведующим райотделом народного образования Воронежской области. Избирался председателем сельского совета.
С 1934 года на партийной работе: инструктор, заведующий отделом культуры и пропаганды, секретарь райкома КПСС. В 1943—1944 годах — первый секретарь Нижнедевицкого райкома КПСС Воронежской области, в 1944—1945 годах — первый секретарь Песчанского райкома КПУ Одесской области. С 1945 по 1961 годы избирался первым секретарем Доманёвского и Кривоозёрского райкомов КПУ Николаевской области.
В 1958 году был удостоен звания Героя Социалистического Труда «за особые заслуги в развитии сельского хозяйства и достижение высоких показателей по производству зерна, сахарной свеклы, мяса, молока и других продуктов сельского хозяйства и внедрение в производство достижений науки и передового опыта».
После выхода на пенсию в 1971 году, продолжал работать до 1973 года.
Скончался 22 декабря 1980 года в городе Первомайск Николаевской области, Украина. Похоронен на кладбище на улице Каменномостовской в Первомайске.

## Награды
- Герой Социалистического Труда — указом Президиума Верховного Совета СССР от 26 февраля 1958 года
- Орден Ленина
- Орден Трудового Красного Знамени
- Орден Отечественной войны 2 степени